# Феноритмотипи
Феноритмотипи (грец. phainomena — явище, грец. rheo — течу і грец. typos — відбиток, форма, зразок) — об'єднання популяцій рослин з подібними тривалістями і термінами початку і кінця вегетації, а також з однаковими напрямками змін основних фенологічних станів — вегетації і спокою (зниженої життєдіяльності рослин).
І. В. Борисовою дається наступна класифікація Ф. за характером фенологічного розвитку рослин в річному циклі: довговегетуючі (період вегетації триває протягом всього або більшої частини року; період спокою є, але не у всіх типів), коротковегетуючі (період вегетації охоплює найбільш сприятливі сезони року — весну і початок літа або літо і осінь) і ефемерні (період вегетації дуже короткий; період спокою у однорічників протікає у вигляді насіння). За термінами цвітіння розрізняють ранньо-, середньо- і піздньо- (весняні, літні, осінні) Ф. Одні й ті ж види рослин в різних географічних районах можуть мати різний перебіг розвитку і належати до різних Ф.

## Виноски
1. ↑   Борисова И. В. Сезонная динамика растительного сообщества. // Полевая геоботаника. — Л.: Наука, 1972. — Т. 4. — С. 5-94.